# När jag blundar
„När jag blundar“ (произношение: нар я(г) блундар, от шведски: „Когато затворя очите си“) е песен, изпълнявана от Пернила Карлсон.
Песента представя Финландия в първия полуфинал на Евровизия 2012, където се класира на 12 място с 41 точки и не успява да премине на финала, тъй като по правило само първите 10 песни се класират. Песента е написана от брата на Пернила, Йонас Карлсон, и е посветена на майка им. Това е втората песен на шведски, която представя Финландия в Евровизия. Първата е Fri? на групата Beat от 1990.